# Дюфурк, Бертран
Бертран Дюфурк (фр. Bertrand Dufourcq, 5 июля 1933 года, Париж — 18 ноября 2019) — видный французский дипломат и общественный деятель, пожизненный Посол Франции, был последним Чрезвычайным и Полномочным Послом Франции в CCCP и первым Послом Франции в современной России с 1991 года по 1992 год, член Совета Ордена Почётного легиона, почётный президент Национального Фонда Франции. Выпускник Национальной школы администрации при премьер-министре Франции

## Биография

### Учёба
- Высшая школа политических наук (Париж)
- Университетская степень лицензиата по праву
- 1959 год — 1961 год — учёба в Национальной школе администрации при премьер-министре Франции, выпуск имени Лазара Карно (1961 год)

### Профессиональная карьера
- Генеральный инспектор по социальным вопросам (фр. inspecteur général des Affaires sociales).

### Дипломатическая карьера
- 1990 год — работа в центральном аппарате: директор по вопросам общей политики в Службе стратегических дел и разоружения МИДа Франции
- 1991 год — 1992 год — Чрезвычайный и Полномочный Посол Франции в СССР, затем в России
- 1994 год — 1998 год — работа в центральном аппарате: Генеральный секретарь МИДа Франции[6]
- 14 декабря 1996 года — на заседании совета министров Франции декретом президента республики по представлению министра иностранных дел Бертран Дюфурк, полномочный министр вне класса, возведен в особое личное достоинство Посла Франции (пожизненно)[7].
- 4 июля 1998 года — на заседании совета министров Франции декретом президента республики по представлению государственного министра, министра иностранных дел Посол Франции Бертран Дюфурк, полномочный министр вне класса, назначен директором политического департамента МИДа Франции[8]

## Почётные звания и награды
- Командор ордена Почётного легиона с 27 ноября 1997 года[9]

## Общественная работа
- 19 ноября 2009 года — на заседании совета министров Франции декретом президента республики Посол Франции Бертран Дюфурк, командор Почётного легиона, назначен постоянным членом Совета Ордена Почётного легиона [10]
- Член административного совета, почётный президент Национального Фонда Франции [11][12]

## Публикации
- Bertrand Dufourcq, «La réforme du Quai d’Orsay», Revue française d’administration publique, № 77 (1996).

## Семья
Женат, супруга — Элизабет Лёфор дэз’Илуз (фр. Élisabeth Lefort des Ylouses).